# 1951 en Colombie-Britannique
Chronologie de la Colombie-Britannique
- 1947
- 1948
- 1949
- 1950
- 1951
- 1952
- 1953
- 1954
- 1955

Cette page concerne des événements qui se sont produits durant l'année 1951 dans la province canadienne de Colombie-Britannique.

## Politique
- Premier ministre : Byron Ingemar Johnson.
- Chef de l'Opposition : Harold Winch du Parti social démocratique du Canada
- Lieutenant-gouverneur : Clarence Wallace
- Législature :

## Événements

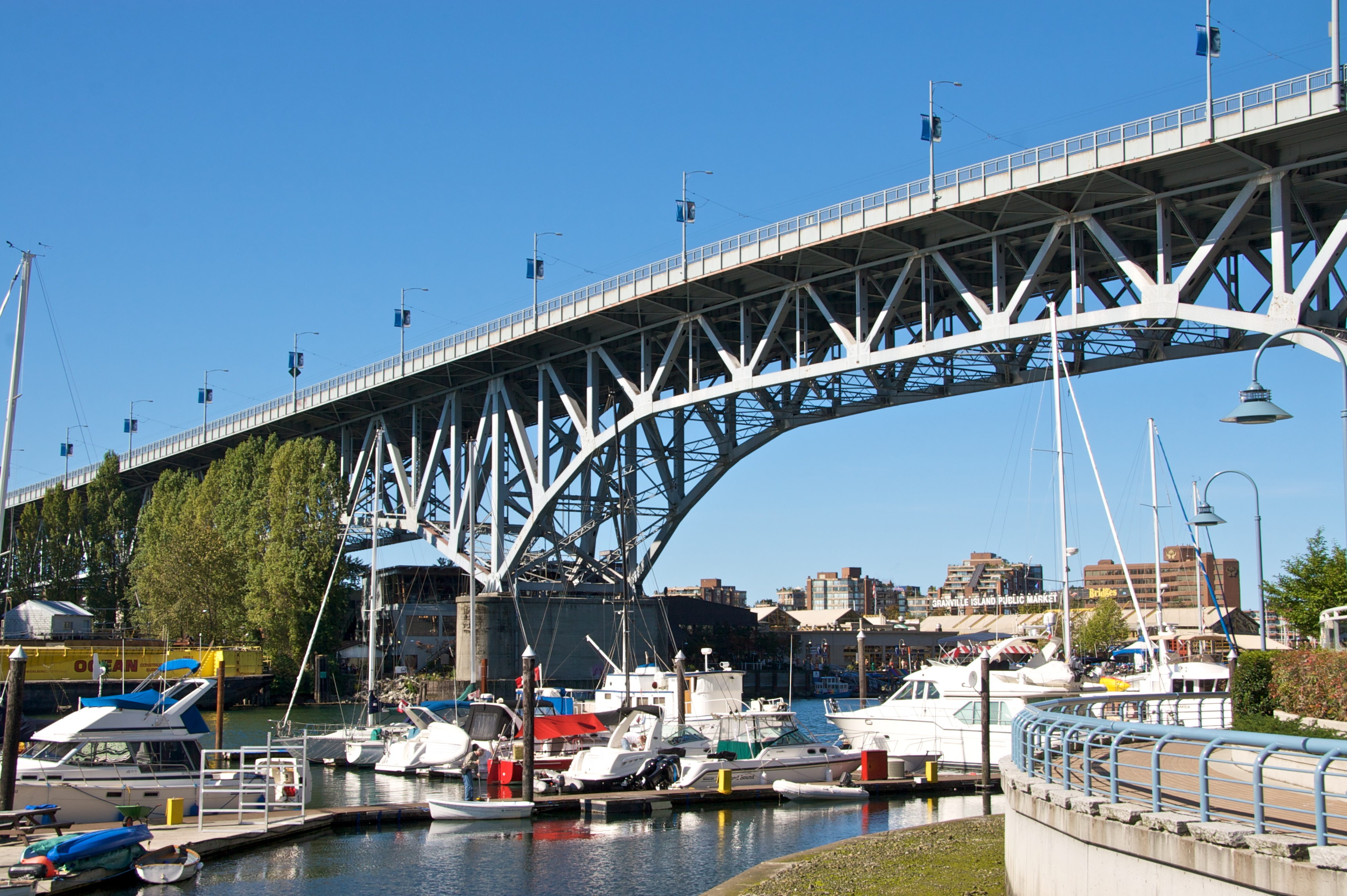
Granville Street Bridge.

- Achèvement à Vancouver du Granville Street Bridge, pont routier à poutres cantilever en treillis acier de 1171 mètres de longueur[1].
- 2 avril : les écoles catholiques de Maillardville déclenchent une grève, voulant ainsi protester contre une situation qu'elles estiment injustes par rapport aux écoles protestantes[2].

## Naissances
- Audrey Lynn Kobayashi, géographe canadienne; professeure et autrice, elle s'est spécialisée en géographie, géopolitique et en études raciales et de genre.
- 18 août à Victoria : Bruce Cowick, joueur professionnel canadien de hockey sur glace[3].